# Amarsipidae
Amarsipidae es una familia de peces marinos del orden de los Perciformes.

## Descripción
Son peces marinos epipelágicos que habitan en las aguas tropicales de los océanos Índico y Pacífico. Los ejemplares adultos alcanzan los 22 cm de longitud estándar (sin incluir la aleta caudal). Tienen un cuerpo esbelto y comprimido de color pardo oscuro o negro.
Carecen de sacos faríngeos (esta característica da nombre a la familia, en griego, a (sin) + marsipos (saco).
Las aletas pectorales son pequeñas y redondeadas. La aletas pélvicas o ventrales se sitúan más adelantadas que las aletas pectorales en los ejemplares jóvenes, y a la altura de estas en los adultos. La aleta dorsal tiene 9-12 espinas cortas en la parte anterior y 22-27 radios blandos largos en la sección posterior. La aleta anal carece de espinas; está formada por 27-32 radios blandos. La aleta caudal es rígida y tiene forma de horquilla. Poseen de 46 a 48 vértebras.

## Géneros
Esta familia está integrada por un solo género, que a su vez incluye una sola especie:
- Género Amarsipus Haedrich, 1969
  - Amarsipus carlsbergi Haedrich, 1969